# Monteprandone
Monteprandone es un municipio italiano situado en la provincia de Ascoli Piceno, en la región de Las Marcas. Tiene una población estimada, a fines de junio de 2023, de 12 976 habitantes.

## Evolución demográfica
| Gráfica de evolución demográfica de Monteprandone entre 1861 y 2023 |
|                                                                     |
| Fuente: ISTAT - Elaboración gráfica de Wikipedia                    |